# Jean François Fayod
Jean François Fayod, né le 6 janvier 1752 à Bex et mort le 21 janvier 1824 dans la même commune, est un homme politique vaudois.

## Biographie
Protestant, originaire de Bex, il est le fils de Jean-Pierre Fayod, justicier, et de Marie Louise Ravy. Il épouse Judith (dite Julie) Jaquet, de Vallorbe.
Jean François Fayod commence des études en 1767 à l'Académie de Lausanne puis étudie le droit et les lettres à Bâle entre 1769 et 1772. Docteur en droit, il officie comme notaire et avocat et est châtelain de Bex entre 1789 et 1798.
Après la chute du gouvernement bernois, il est nommé député à l'Assemblée représentative provisoire du Pays de Vaud en 1798 et siège à la Diète cantonale en 1801. Président du tribunal cantonal jusqu'en 1802, député au Grand Conseil du canton de Vaud entre 1803 et 1811 et membre du Petit Conseil vaudois, il est en outre juge au tribunal d'appel entre 1811 et 1824 (il en est le président en 1813) et président du tribunal du contentieux de l'administration.